# Berlín Express
Berlín Express (títol original: Berlin Express) és una pel·lícula estatunidenca dirigida per Jacques Tourneur i estrenada el 1948. És la primera pel·lícula rodada a l'Alemanya de la postguerra. La primera part de la pel·lícula, comentada amb veu en off, té un caràcter quasi documental i va ser filmada a la ciutat de Frankfurt en ruïnes. Aquesta pel·lícula ha estat doblada al català.

## Argument
Alemanya, 1945. El Dr. Heinrich Bernhardt, expert en relacions internacionals, pacifista reconegut, dirigeix una comissió d'investigació encarregada de la unificació d'Alemanya. Membres de la dita comissió, un americà, un anglès, un francès, una misteriosa dona que parla diferents idiomes, un parell d'alemanys, ... viatgen de París a Berlín, via Frankfurt. Però el Dr. Bernhardt, després d'haver escapat de poc a un atemptat contra la seva persona, és llavors segrestat al mig de la ciutat de Frankfurt per una misteriosa organització nazi. Els membres que l'acompanyen a la seva missió es posen a la seva recerca en una ciutat delmada per la guerra. Al final d'un suspens panteixant, els criminals són detinguts. Un dels membres de la comissió és igualment desemmascarat com a agent doble: intentant fugir, és abatut...

## Repartiment
- Merle Oberon: Lucienne Mirbeau
- Robert Ryan: Robert J. Lindley
- Charles Korvin: Perrot
- Paul Lukas: Dr. Bernhardt
- Robert Coote: Sterling
- roinhold Schünzel: Walther
- Peter Von Zernech: Hans Schmidt
- Otto Waldis: Kessler
- Fritz Kortner: Franzen
- Roman Toporow: Tinent Kirochilov
- Michael Harvey: Sergent Barnes
- Richard Powers: Major

## Al voltant de la pel·lícula[calcitació]
Berlín Express  constitueix, a l'obra de Jacques Tourneur, cineasta de l'"informulat" i de la raresa, una pel·lícula atípica. Dirigida a l'Alemanya de postguerra, es "pregunta sobre la capacitat d'Europa per reconstruir-se i a superar les seves divisions internes" (Sergé Bromberg). Típic d'un esperit d'abans la guerra freda, el missatge de la pel·lícula es defineix tenyit d'esperança fins i tot si, entre les parts concernides, la desconfiança persisteix. Berlín Express  pot doncs ser vist com un documental molt vívid sobre la Història, amb aquestes ciutats alemanyes fantasmagòriques, aniquilades pels bombardeigs de la guerra i subjectes a dràstiques penúries. Però, també es pot apreciar com una pel·lícula d'espionatge clàssic, amb l'atmosfera sordament opriment i ritme perfectament portat. Aquí Jacques Tourneur no abandona, en res, el fonament de l'especificitat del seu cinema: aquesta fascinació pel vessant crepuscular de l'existència on es mouen personatges de motivacions opaques. Anteriorment realitzador de pel·lícules com La dona pantera (1942), Passejant amb un zombie (1943), L'home lleopard (1943) i Retorn al passat (1947), Jacques Tourneur és, segons Sergé Bromberg, en la "cimera del seu art".